# Maud

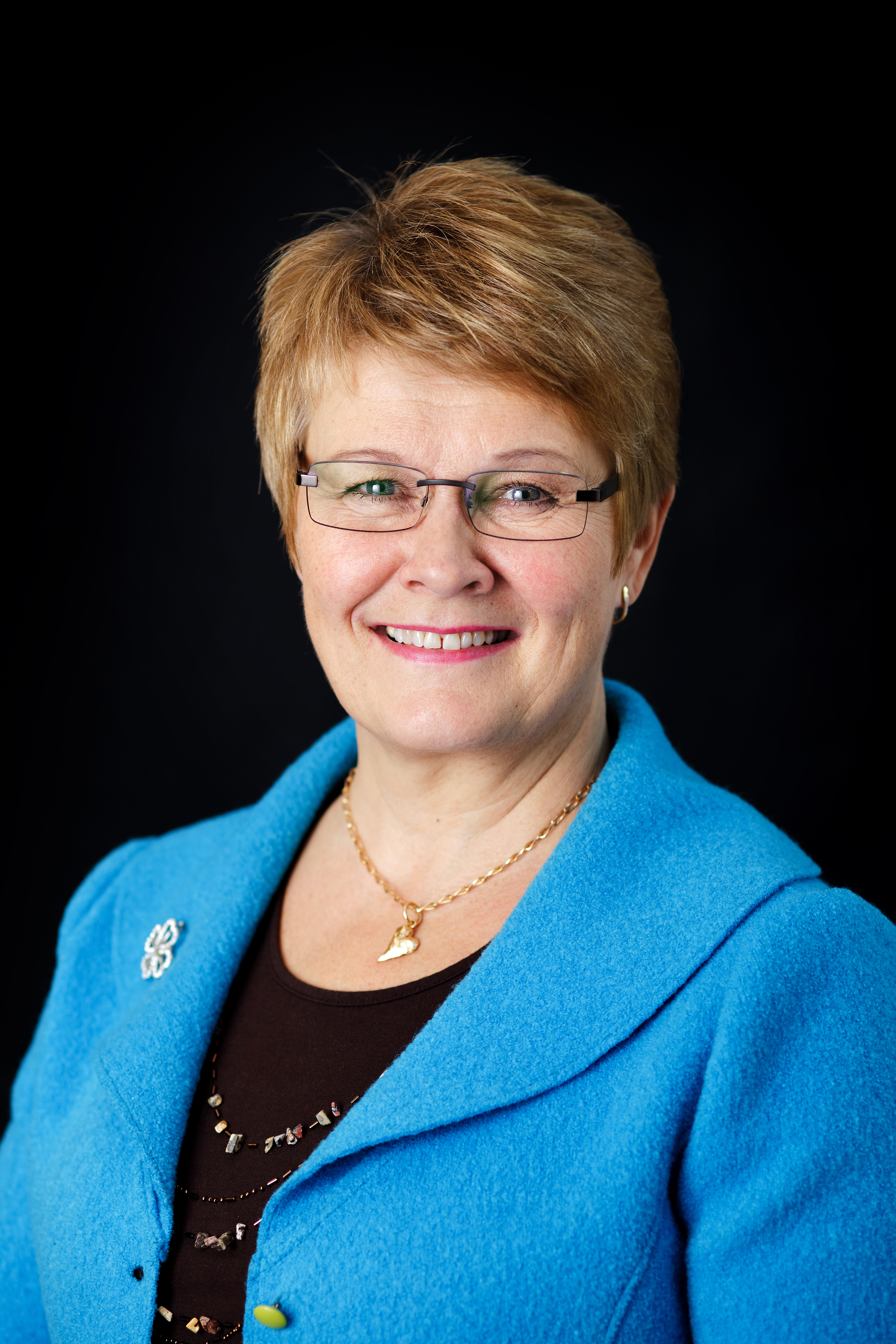
Maud Olofsson, 2011.

Maud (uttalas [moːd]) (Måd) är ett kvinnonamn som är en engelsk och fransk kortform för Matilda.
Namnet var populärt från 1930-talet till 1960-talet, och därför ovanligt som dopnamn idag, då föräldrar sällan döper barn till sin föräldragenerations namn. 31 december 2005 fanns det totalt 13357 personer i Sverige med namnet, varav 9120 med det som tilltalsnamn.
År 2003 fick 31 flickor namnet, varav 1 fick det som tilltalsnamn.
Namnsdag: 14 mars.

## Kända Maud
- Maud Adams, svensk skådespelare
- Maude Adelson, svensk skådespelare
- Maud Adlercreutz, svensk journalist som skrev under signaturen Maud
- Maud Angelica, norsk prinsessa
- Maud Backéus, svensk skådespelare
- Maud de Braose, engelsk adelsdam
- Maud Elfsiö, svensk skådespelare
- Maud Elwinger, svensk skådespelare
- Maud Hansson, svensk skådespelare
- Maud Hyttenberg, svensk skådespelare
- Maud Hägg, svensk sociolog och feminist
- Lucy Maud Montgomery, kanadensisk författare
- Maud Nygren, svensk skådespelare
- Maud Olofsson, svensk politiker (C), partiledare och statsråd
- Maud av Storbritannien, norsk drottning, gift med Håkon VII av Norge
- Maud Peeker, svensk politiker (C) och pedagog
- Maud Reuterswärd, svensk författare och programledare
- Maud Sjöqvist, svensk skådespelare
- Maud Walter, svensk skådespelare
- Maud Watson, brittisk tennisspelare